# Christos Zacharakis
Christos G. Zacharakis (griechisch Χρήστος Γ. Ζαχαράκις; * 28. Juli 1939 in Athen; † 3. Dezember 2023) war ein griechischer Diplomat und Politiker (Nea Dimokratia).

## Biographische Daten
Er studierte Rechtswissenschaft an der Universität Athen. 1964 trat er in den auswärtigen Dienst. Er wurde in New York City, Kopenhagen, Istanbul und Alexandria beschäftigt.
Von 1979 bis 1985 war er griechischer Botschafter in Nikosia (Zypern). Von 1986 bis 24. Oktober 1989 war er Ständiger Vertreter der griechischen Regierung beim Nordatlantikpakt in Brüssel.
Am 21. September 1989 wurde er zum Botschafter in Washington, D.C. ernannt, wo er vom 24. Oktober 1989 bis zum 3. September 1993 akkreditiert  war.
Von 1994 bis 1999 war er ständiger Vertreter Griechenlands nächst dem UNO-Hauptquartier in New York City.
Anschließend war er Generalsekretär des griechischen Außenministeriums.
Am 20. Juli 1999 und am 19. Juli 2004 wurde er als Kandidat der Nea Dimokratia in das Europäische Parlament gewählt, wo er der Fraktion der Europäischen Volkspartei (Christdemokraten) angehörte.